# Ruslan Pimenov
Pour les articles homonymes, voir Pimenov.
Ruslan Valeriévitch Pimenov (en russe : Русла́н Вале́рьевич Пи́менов), né le 25 novembre 1981 à Moscou (Union soviétique), est un footballeur russe polyvalent qui peut évoluer au poste de milieu offensif droit et d'attaquant.

## Biographie
Jeune international russe, Ruslan Pimenov est prêté au Football Club de Metz lors du mercato d'hiver 2004-2005. Après une longue période d'adaptation, il dispute enfin ses premiers matchs, et laisse une impression très favorable. Mais il doit retourner en Russie à la fin de son prêt. Lors du mercato 2005-2006, le FC Metz obtient de nouveau son prêt, dans le but de maintenir le club en Ligue 1. Son passage s'avère être un échec, et le club grenat termine lanterne rouge du championnat. Pimenov retourne en Russie après seulement 6 mois passés au FC Metz. Il joue depuis 2010 au Dinamo Minsk, en Biélorussie.

## Statistiques
| Saison                | Club                      | Championnat           | Championnat | Championnat | Coupe(s) nationale(s) | Coupe(s) nationale(s) | Compétition(s) continentale(s) | Compétition(s) continentale(s) | Compétition(s) continentale(s) | Total | Total |
| Saison                | Club                      | Division              | M.          | B.          | M.                    | B.                    | Comp.                          | M.                             | B.                             | M.    | B.    |
| 1999                  | Lokomotiv Moscou          | D1                    | 4           | 1           | -                     | -                     | C3                             | 2                              | 0                              | 6     | 1     |
| 2000                  | Lokomotiv Moscou          | D1                    | 13          | 1           | 2                     | 0                     | C1+C3                          | 2+2                            | 0+1                            | 19    | 2     |
| 2001                  | Lokomotiv Moscou          | D1                    | 23          | 3           | 2                     | 0                     | C1+C3                          | 7+2                            | 1+0                            | 34    | 4     |
| 2002                  | Lokomotiv Moscou          | D1                    | 19          | 7           | -                     | -                     | C1                             | 8                              | 0                              | 27    | 7     |
| 2003                  | Lokomotiv Moscou          | D1                    | 12          | 1           | 2                     | 1                     | C1+C1                          | 4+3                            | 0                              | 21    | 2     |
| 2004                  | Lokomotiv Moscou          | D1                    | 14          | 4           | 4                     | 0                     | -                              | -                              | -                              | 18    | 4     |
| 2005                  | Lokomotiv Moscou          | D1                    | 1           | 0           | -                     | -                     | -                              | -                              | -                              | 1     | 0     |
| Sous-total            | Sous-total                | Sous-total            | 86          | 17          | 10                    | 1                     | -                              | 30                             | 2                              | 126   | 20    |
| 2004-2005             | FC Metz (prêt)            | D1                    | 3           | 0           | -                     | -                     | -                              | -                              | -                              | 3     | 0     |
| 2005                  | Alania Vladikavkaz (prêt) | D1                    | 6           | 0           | -                     | -                     | -                              | -                              | -                              | 6     | 0     |
| 2005-2006             | FC Metz (prêt)            | D1                    | 7           | 0           | -                     | -                     | -                              | -                              | -                              | 7     | 0     |
| 2007                  | Dynamo Moscou             | D1                    | 23          | 5           | 4                     | 1                     | -                              | -                              | -                              | 27    | 6     |
| 2008                  | Dynamo Moscou             | D1                    | -           | -           | -                     | -                     | -                              | -                              | -                              | 0     | 0     |
| 2009                  | Dynamo Moscou             | D1                    | -           | -           | -                     | -                     | -                              | -                              | -                              | 0     | 0     |
| 2010                  | Dinamo Minsk              | D1                    | 4           | 0           | -                     | -                     | -                              | -                              | -                              | 4     | 0     |
| Sous-total            | Sous-total                | Sous-total            | 43          | 5           | 4                     | 1                     | -                              | -                              | -                              | 47    | 6     |
| Total sur la carrière | Total sur la carrière     | Total sur la carrière | 129         | 22          | 14                    | 2                     | -                              | 30                             | 2                              | 173   | 26    |

## Palmarès
- champion de Russie en 2002 avec le Lokomotiv Moscou.
- 4 sélections avec l'équipe de Russie (2 lors du Mondial 2002).

## Famille
Il a une petite fille avec l'ex mannequin Glikeria Pimenova, nommée Kristina Pimenova  , née en 2005 et ; l'enfant a déjà un portfolio incroyable, ayant réalisé son premier shooting à 3 ans. Elle fait le buzz et est considérée par certains fans comme «la plus belle petite fille du monde».